# Goede tijden, slechte tijden (seizoen 18)
Het achttiende seizoen van Goede tijden, slechte tijden startte op 27 augustus 2007. Het seizoen werd elke werkdag uitgezonden op RTL 4. In mei 2018 werd het volledige seizoen uitgebracht op dvd.

## Rolverdeling

### Aanvang
Het achttiende seizoen telde 215 afleveringen (aflevering 3431-3645)
| Acteur               | Personage          | Afleveringen                                             |
| -------------------- | ------------------ | -------------------------------------------------------- |
| Jette van der Meij   | Laura Selmhorst    | Hele seizoen                                             |
| Wilbert Gieske       | Robert Alberts     | 3431–3520, 3566–3645 (met kleine onderbreking)           |
| Bartho Braat         | Jef Alberts        | Hele seizoen                                             |
| Caroline De Bruijn   | Janine Elschot     | Hele seizoen                                             |
| Erik de Vogel        | Ludo Sanders       | Hele seizoen                                             |
| Charlotte Besijn     | Barbara Fischer    | Hele seizoen                                             |
| Sabine Koning        | Anita Dendermonde  | Hele seizoen                                             |
| Lieke van Lexmond    | Charlie Fischer    | Hele seizoen                                             |
| Koert-Jan de Bruijn  | Dennis Alberts     | Hele seizoen                                             |
| Inge Schrama         | Sjors Langeveld    | Hele seizoen                                             |
| Christophe Haddad    | Nick Sanders       | Hele seizoen                                             |
| Chris Comvalius      | Dorothea Grantsaan | 3431–3437, 3441, 3483–3645 (onderbreking i.v.m. Flexwet) |
| Everon Jackson Hooi  | Bing Mauricius     | 3431–3449, 3491–3645 (onderbreking i.v.m. Flexwet)       |
| Marly van der Velden | Nina Sanders       | 3473–3645 (onderbreking i.v.m. Flexwet)                  |
| Mark van Eeuwen      | Jack van Houten    | 3431–3635 (onderbreking i.v.m. Flexwet)                  |
| Rixt Leddy           | Dian Alberts       | 3431–3566                                                |
| Jeffrey Hamilton     | Fos Fischer        | 3431–3604                                                |
| Ruud Feltkamp        | Noud Mulder        | Hele seizoen                                             |
| Robin Zijlstra       | Milan Verhagen     | 3431–3644                                                |
| Gigi Ravelli         | Lorena Gonzalez    | Hele seizoen                                             |
| Liza Sips            | Vicky Pouw         | Hele seizoen                                             |

### Nieuwe rollen
De rollen die in de loop van het seizoen werden geïntroduceerd als belangrijke personages
| Acteur              | Personage             | Afleveringen |
| ------------------- | --------------------- | ------------ |
| Ferri Somogyi       | Rik de Jong           | 3440–3645    |
| Ruben Lürsen        | Floris van Wickenrode | 3568–3645    |
| Peter Post          | Martijn Huygens       | 3624–3645    |
| Anita Donk          | Irene Huygens         | 3624–3645    |
| Alexandra Alphenaar | Ronja Huygens         | 3624–3645    |
| Emiel Sandtke       | Dex Huygens           | 3624–3645    |

### Bijrollen
| Acteur                  | Personage                | Afleveringen         |
| ----------------------- | ------------------------ | -------------------- |
| Elly de Graaf           | Rosa Gonzalez            | 3432–3627, 3645      |
| Genelva Lo-Kioeng-Shioe | Desi Overweg             | 3447–3485, 3539–3574 |
| Vincent Croiset         | Bob Lanschot             | 3476–3527            |
| Linda Olthof            | Trudy Pouw               | 3535–3572            |
| Willeke Alberti         | Josephine van Wickenrode | 3626–3645            |